# سوپرمن (فیلم)
سوپرمن (به انگلیسی: SuperMan) نام فیلمی ابرقهرمانانه به کارگردانی ریچارد دانر است که در سال ۱۹۷۸ بر اساس داستان‌های مصور سوپرمن ساخته شده است.

## خلاصه داستان
یک موجود بیگانه یتیم از سیاره اش که در حال نابودی است، به زمین فرستاده می‌شود. او در زمین بزرگ شده و به اولین و بزرگ‌ترین ابرقهرمان این سیاره، یعنی «سوپرمن» تبدیل می‌شود…

## بازیگران
در این فیلم کریستوفر ریو در نقش سوپرمن ظاهر شده است. همچنین مارلون براندو نقش پدر سوپرمن را بازی می‌کند. جین هاکمن نیز در این با شخصیت فیلم لکس لوتر حضور دارد.

## جوایز
این فیلم کاندیدای ۴ اسکار (کاندیدای اسکار بهترین فیلم غیر انگلیسی زبان-کاندیدای اسکار بهترین موسیقی متن-کاندیدای اسکار بهترین تدوین-کاندیدای اسکار بهترین صدا) در سال ۱۹۷۹ شد.

## بودجه هنگفت، فروش چشمگیر
ساخت فیلم سوپرمن ۵۵ میلیون دلار هزینه دربرداشت که در سال ساخت فیلم، بودجه هنگفتی برای یک فیلم به حساب می‌آمد اما فروش فوق‌العاده سوپرمن (بیش از ۳۰۰ میلیون دلار) راه را برای ساخت دنباله‌های فیلم، هموار ساخت.

## دنباله‌ها
سوپرمن ۲ (۱۹۸۰)، سوپرمن ۳ (۱۹۸۳)، سوپرمن ۴: در جستجوی صلح (۱۹۸۷) و سوپرمن ۲:ریچارد دانر کات (۲۰۰۶)،بازگشت سوپرمن (۲۰۰۶) دنباله‌های این فیلم به حساب می‌آیند. لازم است ذکر شود که فیلم بازگشت سوپرمن ادامه‌ای بر ماجراهای قسمت اول و دوم فیلم است و قسمت‌های سوم و چهارم را نادیده گرفته است.